# Beihe, Guangdong
Beihe (kinesiska: 北和) är en köping i sydöstra Kina. Den ligger i Leizhou i staden Zhanjiang i provinsen Guangdong, omkring 450 kilometer sydväst om provinshuvudstaden Guangzhou. Antalet invånare är 72 099. Befolkningen består av 34 652 kvinnor och 37 447 män. Barn under 15 år utgör 27,0 %, vuxna 15-64 år 64 %, och äldre över 65 år 8,0 %.